# عصابة كريبس
كريبس هي عصابة مقرها في المناطق الساحلية من جنوب كاليفورنيا، وقد تأسست في لوس انجليس، كاليفورنيا، في عام 1969، وذلك أساسا عن طريق ريمون واشنطن وستانلي وليامز. في السابق كان تحالفًا واحدًا بين عصابتين مستقلتين، أصبح الآن شبكة متصلة بشكل غير وثيق من «المجموعات» الفردية، وغالبًا ما ينخرطون في حرب مفتوحة مع بعضهم البعض. يرتدي أعضاؤها تقليديًا الملابس الزرقاء، وهي ممارسة تضاءلت إلى حد ما بسبب حملات الشرطة التي تستهدف أعضاء العصابات. تاريخيا، كان الأعضاء في المقام الأول من أصل أفريقي أمريكي.
تعد عصابة كريبس واحدة من أكبر وأعنف عصابات الشوارع في الولايات المتحدة. مع ما يقدر بـ 30.000 إلى 35.000 عضو في عام 2008، تورط أعضاء العصابة في جرائم قتل وسرقة وتجارة المخدرات، من بين جرائم أخرى.